# Gheorghe Dobre (general)
Gheorghe M. Dobre (n. 22 septembrie 1885, Oltenița – d. 26 martie 1959, Râmnicu Sărat) a fost un general român, care a luptat în cel de-al doilea război mondial.
A fost militar de carieră, ajungând la gradul de general de corp de armată în anul 1943.

## Funcții deținute
Grade: sublocotenent - 01.07.1907, locotenent - 01.07.1910, căpitan - 01.04.1915, maior - 01.04.1917, locotenent-colonel - 01.04.1920, colonel - 01.10.1927, general de brigadă - 16.10.1935, general de divizie - 08.04.1940, general de corp de armată - 20.03.1943.
A fost înaintat la gradul de general de divizie cu începere de la data de 8 iunie 1940.
- 1940 - Director Departamentul Înzestrării Armatei și Producției.
- 1940 - Secretar de Stat în Ministerul Înzestrării Armatei și Producției.

Generalul Gheorghe Dobre a fost numit la 7 septembrie 1940 în funcția de subsecretar de stat la Ministerul Înzestrării Armatei și reconfirmat la 14 septembrie 1940 ca subsecretar de stat pe lângă Departamentul Apărării Naționale, pentru Înzestrarea și Administrația Armatei, în noul guvern național-legionar al României.
- 1940 – 1942 - Subsecretar de Stat în Ministerul Înzestrării Armatei și Producției.
- 16 septembrie 1942 - 23 august 1944 - Ministrul Înzestrării Armatei și Producției.
- 1945 – 1946 - Arestat.

Autoritățile comuniste, instalate la putere în România la sfârșitul celui de-al doilea război mondial, l-au arestat și l-au condamnat la detenție grea pe viață în anul 1946, fiind acuzat de crime de război și crima de dezastrul țării.
La 26 martie 1959 - moare în închisoarea Râmnicu Sărat.
A fost membru de onoare al Academiei de Științe din România.

## Decorații
- Ordinul „Coroana României” în gradul de Mare Cruce (7 noiembrie 1941)[6]